# Salientes (Gijón)
Salientes es un lugar que pertenece a la parroquia de Baldornón en el concejo de Gijón (Principado de Asturias). Se encuentra a 271 m s. n. m. y está situada a 12 km de la capital del concejo, Gijón. 

## Población
En 2020 contaba con una población de 49 habitantes (INE 2020) repartidos en 15 viviendas.